# Vioolconcert (Adams)
John Adams voltooide zijn enige Vioolconcert in 1993.

## Vioolconcert
Adams gaf in het boekwerkje van Nonesuch Records toe dat het componeertraject hier met vallen en opstaan ging. Hij moest veel overleggen met de beoogd soliste Jorja Fleezanis om tot het uiteindelijke resultaat te komen. Deze werkwijze (componist en solist) was al in gebruik bij componist Johannes Brahms met solist Joseph Joachim (19e eeuw). In plaats van samen aan het werk te gaan, speelde Fleezanis zijn solopartij voor via de telefoon, waarop Adams weer aan de slag ging. Het werk was vanaf het begin bedoeld als concertwerk en ballet, het New York City Ballet was dan ook een van de opdrachtgevers. Adams vermeldde ook dat de geschiedenis van het Vioolconcert met haar grote componisten extra druk gaf om goed te presteren. Het werk werd ingedeeld als postminimalistsich, minimalistische muziek komt af en toe aan de oppervlak. 
Fleezanis gaf de wereldpremière onder begeleiding van het Minnesota Orchestra onder leiding van Edo de Waart op 19 januari 1994. Het werk duurt circa 35 minuten en is onderverdeeld in drie delen:
- kwartnoot 78
- Chaconne “Body through which the dream flows"
- Toccare

Adams droeg het werk op aan David Huntley, die werkte bij “zijn” muziekuitgeverij Boosey & Hawkes.
Orkestratie:
- 2 dwarsfluiten (I en II ook piccolo), 2 hobo (II ook althobo), 2 klarinetten (II ook basklarinet), 2 fagotten
- 2 hoorn, 1 trompet
- 2 man/vrouw percussie, 2 synthesizers
- violen, altviolen, celli, contrabassen

De eerste combinatie die het werk vastlegde bestond uit Gidon Kremer onder begeleiding van London Symphony Orchestra onder leiding van Kent Nagano; die opnamen voor Nonesuch Records vonden plaats in juni 1994 in de Abbey Road Studios. De combinatie had het werk al eerder naar het podium gebracht; Kremer stelde Adams nog enkele (in de ogen van Adams essentiële) wijzigingen voor. Daarna volgden meerdere opnamen. 

## Nederland
Adams kwam zelf naar Nederland voor de Nederlandse première. Hij leidde het Schönberg Ensemble met soliste Vera Beths. De pers was gematigd over het werk; Het Parool vond dat de techniek het had gewonnen van de muziek, andere namen daar geen aanstoot aan. Adams, Beths en het ensemble kwamen het werk verduidelijken bij Han Reiziger, Reiziger in Muziek. In 2022 kwam dirigente Susanna Mälkki naar het Koninklijk Concertgebouworkest voor een avond (20 januari 2022) Amerikaanse muziek. Het werd gespeeld in een programma met muziek van Julia Perry (Short piece for orchestra) en Charles Ives (Symfonie nr. 2). Vanwege de coronapandemie mocht er geen publiek bij aanwezig zijn en werd het concert later via livestream de wereld in gebracht met solist Leila Josefowicz.